# Frans Jeppsson Wall
Frans Jeppsson Wall, bolj znan kot Frans, švedski pevec in besedilopisec, *19. december 1998.

## Zgodnje življenje
Frans se je rodil v Ystadu na Švedskem. Njegov očetu Mark je rojen v Nigeriji mami Nigerijki in očetu Britancu. Pri osmih letih se je očetova družina preselila v London. Fransova mama je Švedinja. Odraščal je dvojezično, angleško in švedsko. Pri 15 letih je v Londonu na šoli Norwood eno leto študiral glasbo. Frans ima sestro dvojčici po imenu Filippa  in mlajšega brata po imenu Casper.

## Kariera
Frans se je leta 2016 udeležil švedskega nacionalnega evrovizijskega izbora Melodifestivalen 2016 s pesmijo »If I Were Sorry«. Nastopil je v četrtem polfinalu, dne 27. februarja 2016, in se uvrstil v finale, v katerem je dne 12. marca 2016 s 156 točkami zmagal in nato zastopal Švedsko na tekmovanju za pesem Evrovizije, ki je prav tako potekalo v Stockholmu. Frans je pri 17 letih postal drugi najmlajši zmagovalec Melodifestivalena po Caroli Häggkvist, ki je bila leta 1983 stara 16 let, ko je zmagala. V finalu Evrovizije se je pesem »If I Were Sorry« uvrstila na skupno peto mesto.

## Diskografija

### Albumi
- »Da Man« (2006)
- »Present« (2020)

### Pesmi
- »Kul med Jul« (2006)
- »Fotbollsfest« (skupaj s Elias) (2008)
- »If I Were Sorry« (2016)
- »Young Like Us« (2016)
- »Liar« (2017)
- »One Floor Down« (2019)
- »Snakes« (2019)
- »Do It Like You Mean It« (skupaj s Yoel905) (2019)
- »Amsterdam« (2019)
- »Ada« (2019)
- »One a Wave« (2020)
- »Monday« (2020)
- »Mm mm mm« (2020)